# 蒙特霍德拉韦加德拉塞雷苏埃拉
蒙特霍德拉韦加德拉塞雷苏埃拉，是西班牙卡斯蒂利亚-莱昂塞戈维亚省的一个市镇。 总面积28平方公里，总人口194人（2001年），人口密度7人/平方公里。